# 佐藤喜知夫
佐藤 喜知夫（さとう きちお、1932年3月4日- ）は、日本競輪選手会北海道支部に所属していた元競輪選手。期前選手。
デビュー当初より函館競輪場をホームバンクとしていた。1957年、後楽園競輪場で開催された第12回全国争覇競輪決勝において、豪快に捲りきって勝ち、北海道を登録地とする選手として、初めて特別競輪を制覇した。
1984年10月29日登録削除。通算勝利数は759。